# NGC 7164
NGC 7164 ist eine linsenförmige Galaxie vom Hubble-Typ S0-a im Sternbild Wassermann auf der Ekliptik. Sie ist schätzungsweise 845 Millionen Lichtjahre von der Milchstraße entfernt.
Das Objekt wurde im Jahre 1886 vom US-amerikanischen Astronomen Francis Leavenworth entdeckt.